# São Cristóvão e São Lourenço
São Cristóvão e São Lourenço é uma parte da cidade e antiga freguesia portuguesa do concelho de Lisboa, com 0,08 km² de área e 1 341 habitantes (2011). Densidade: 16 762,5 hab/km².
Era uma das 5 únicas freguesias de Portugal (todas pertencentes ao concelho de Lisboa) com menos de 10 hectares de extensão territorial.
Como consequência de uma reorganização administrativa, oficializada a 8 de novembro de 2012 e que entrou em vigor após as eleições autárquicas de 2013, foi determinada a extinção da freguesia, passando o seu território a integrar a nova freguesia de Santa Maria Maior.

## População
★ No censo de 1864 pertenciam ao Bairro de Alfama. Os seus limites foram fixados pelo decreto-lei nº 42.142, de 07/02/1959

| Nº de habitantes | Nº de habitantes | Nº de habitantes | Nº de habitantes | Nº de habitantes | Nº de habitantes | Nº de habitantes | Nº de habitantes | Nº de habitantes | Nº de habitantes | Nº de habitantes | Nº de habitantes | Nº de habitantes | Nº de habitantes | Nº de habitantes | Nº de habitantes |
| ---------------- | ---------------- | ---------------- | ---------------- | ---------------- | ---------------- | ---------------- | ---------------- | ---------------- | ---------------- | ---------------- | ---------------- | ---------------- | ---------------- | ---------------- | ---------------- |
| 1864             | 1878             | 1890             | 1900             | 1911             | 1920             | 1930             | 1940             | 1950             | 1960             | 1970             | 1981             | 1991             | 2001             | 2011             |                  |
| 3156             | 3895             | 4447             | 5815             | 7049             | 6672             | 7017             | 6892             | 5980             | 5202             | 3688             | 3211             | 2442             | 1612             | 1341             |                  |
|                  | +23%             | +14%             | +31%             | +21%             | -5%              | +5%              | -2%              | -13%             | -13%             | -29%             | -13%             | -24%             | -34%             | -17%             |                  |

|     | 0-14 anos  | 15-24 anos | 25-64 anos | 65 e + anos |
| Hab | 136 \| 105 | 199 \| 106 | 832 \| 779 | 445 \| 351  |
| Var | -23%       | -47%       | -6%        | -21%        |

## Património
- Paços de São Cristóvão (Portal lateral) ou Paço a par de São Cristóvão
- Igreja de São Cristóvão, paroquial
- Casa de João das Regras
- Palácio do Marquês de Tancos

## Arruamentos
A freguesia de São Cristóvão e São Lourenço continha 48 arruamentos. Eram eles:
| - Beco Cascalho - Beco da Achada - Beco da Atafona - Beco das Farinhas - Beco das Flores - Beco das Gralhas - Beco de São Francisco - Beco do Castelo - Beco do Jasmim - Beco do Rosendo - Beco dos Surradores - Calçada da Rosa - Calçada do Conde de Penafiel - Calçada do Marquês de Tancos - Calçadinha de São Lourenço - Costa do Castelo | - Escadinhas Costa do Castelo - Escadinhas da Achada - Escadinhas da Rua das Farinhas - Escadinhas da Saúde - Escadinhas de São Crispim - Escadinhas de São Cristóvão - Largo Adelino Amaro da Costa (Largo do Caldas) - Largo da Achada - Largo da Atafona - Largo da Rosa - Largo das Gralhas - Largo de São Cristóvão - Largo do Chão do Loureiro - Largo do Correio Mor - Largo dos Trigueiros - Poço do Borratém | - Rua da Achada - Rua da Madalena - Rua da Mouraria - Rua das Farinhas - Rua das Fontainhas a São Lourenço - Rua de São Cristóvão - Rua de São Lourenço - Rua de São Mamede - Rua de São Pedro Mártir - Rua do Arco do Marquês de Alegrete - Rua do Regedor - Rua Marquês de Ponte de Lima - Travessa da Madalena - Travessa da Mata - Travessa das Fontainhas - Travessa do Chão do Loureiro |